# Wiener Sport-Club Platz
Wiener Sport-Club Platz – stadion piłkarski w Wiedniu, stolicy Austrii. Obiekt może pomieścić 7828 widzów. Swoje spotkania rozgrywają na nim piłkarze klubu Wiener SC. Stadion został otwarty w 1904 roku, co czyni go najstarszym do tej pory funkcjonującym obiektem piłkarskim w Austrii.